# アタルヤ
アタルヤ（ヘブライ語: עֲתַלְיָה ʿAṯalyā）は、ユダ王国の第7代の君主。ユダ王国歴代の王では唯一の女王であり、ダビデ王朝の流れを汲まない、北イスラエル王国のオムリ王朝の流れを汲み、ダビデ王朝を滅ぼそうとした最悪の暴君とされる。名前の由来はヘブライ語で「ヤハウェは権力者」。

## 略歴
北イスラエル王国のオムリ王朝の流れを汲む王族の出身で、父は旧約聖書にて「北王国の歴代の王の中でも類を見ないほどの暴君」と称されたアハブであり、オムリの孫娘である。ユダ王国第5代の王ヨラムの妻となった。後に、息子である第6代の王アハズヤの戦死を受けて、半ば強引に即位を宣言した。
北イスラエル王国は、サマリアを都としていたことからもわかるように外国文化の影響が強く、その王家から出たアタルヤ自身もユダヤ教より他宗教、特に多神教を崇拝する傾向にあったと言われる。このような出自、宗教背景を持つアタルヤの即位は、ユダ王族はじめ祭司や貴族たちからも強い反感を買うことになった。
反抗を抑えるため、アタルヤはユダ王族の子弟を皆殺しにするが、これはイスラエルの民の存亡を脅かす暴挙として、大きな動揺を引き起こした。メシアはダヴィデの血筋から出る、という預言がなされていたためであり、その正統な血筋であるユダ王族の男子を皆殺しにすることは神に対する挑戦であり、ユダヤ2支族への侮蔑でもあった。
このような数々の暴挙により民心を失ったアタルヤは、王族唯一の生き残りヨアシュを擁立した大祭司エホヤダに次第に実権を奪われていった。エホヤダは宮殿の守衛たちの支持を得て、神殿の庭でヨアシュに戴冠をして即位させた。その歓呼の声を聞いてアタルヤは神殿に入ろうとしたが、捕らえられ宮殿で処刑された。
ジャン・ラシーヌはアタルヤを主人公とした「アタリー」（1691）を書いている。

## 子孫
以降のユダ王国の王はアハズヤの子孫であることからアタルヤの血を引いており、彼女を通して、彼らはオムリ、アハブ、イゼベルの子孫でもある。